# Variaties op een thema van Chopin (Rachmaninov)
Variaties op een thema van Chopin (Russisch: Вариации на тему Ф. Шопена), opus 22, is een reeks variaties voor piano solo van de Russische componist Sergei Rachmaninov (1873-1943). Rachmaninov begon de variaties te componeren in augustus 1902 op het familielandgoed Ivanovka. In februari 1903 legde hij de laatste hand aan het manuscript. Het stuk werd opgedragen aan Teodor Leszetycki.

## Bespreking
Het werk omvat 22 variaties op het thema van Frédéric Chopin's 20e prelude in c mineur uit diens cyclus Préludes op. 28 voor piano solo. In Rachmaninovs werk wordt het thema eerst in originele vorm geïntroduceerd, waarop de variaties volgen. De meeste variaties komen met elkaar overeen in lengte. Variatie XXI en XXII zijn langer dan gemiddeld. Voor meerdere secties van de snelle variatie XX is een ossia gecomponeerd. Variatie VII, X, de fugatische variatie XII en de laatste sectie van XXII (het presto) mogen volgens aanwijzing van de componist eventueel worden weggelaten. Indien de pianist ervoor kiest variatie X niet te spelen dient aan het einde van variatie IX een extra (voorgeschreven) maat te worden ingevoegd met het oog op een afgeronde afsluiting. Indien het genoemde presto van de XXIIe variatie wordt weggelaten moet eveneens een extra maat worden ingevoegd aan het meno mosso. Waarom Rachmaninov enkele variaties optioneel maakte is niet geheel duidelijk.

## Structuur
- Thema: Largo
- Variatie I: Moderato
- Variatie II: Allegro
- Variatie III: geen tempoaanduiding
- Variatie IV: idem
- Variatie V: Meno mosso
- Variatie VI: idem
- Variatie VII: Allegro
- Variatie VIII: geen tempoaanduiding
- Variatie IX: idem
- Variatie X: Più vivo
- Variatie XI: Lento

- Variatie XII: Moderato
- Variatie XIII: Largo
- Variatie XIV: Moderato
- Variatie XV: Allegro scherzando
- Variatie XVI: Lento
- Variatie XVII: Grave
- Variatie XVIII: Più mosso
- Variatie XIX: Allegro vivace
- Variatie XX: Presto
- Variatie XXI: Andante
- Variatie XXII: Maestoso

## Première
De wereldpremière van Variaties op een thema van Chopin vond plaats op 10 februari 1903 te Moskou. Rachmaninov voerde het werk zelf uit.